# Pseudoscorpionida

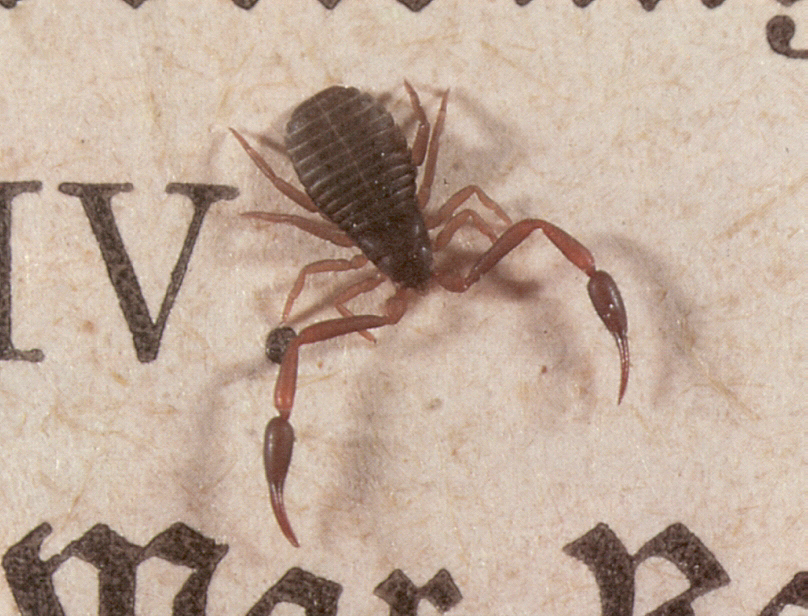
Pseudoescorpión sobre texto, muestra de su pequeño tamaño.

Los pseudoescorpiones o seudoescorpiones (Pseudoscorpionida, del griego antiguo Ψευδης pseudés, "falso" y σκορπιο scorpio, escorpión) son un orden de diminutos arácnidos, cuyos pedipalpos recuerdan a los de los escorpiones. Sin embargo, no pertenecen al mismo orden, pues carecen de "cola" (metasoma) y de aguijón venenoso. Se han descrito unas 3300 especies.
En general, los pseudoescorpiones son beneficiosos para el ser humano, ya que se alimentan de larvas de la polilla de la ropa, larvas del escarabajo de las alfombras, del piojo de los libros, hormigas, ácaros y pequeñas moscas. Son diminutos y rara vez llaman la atención debido a su pequeño tamaño, a pesar de ser comunes en muchos entornos. Cuando la gente ve pseudoescorpiones, especialmente en interiores, a menudo los confunden con garrapatas o pequeñas arañas. Los pseudoescorpiones suelen realizar foresis, una forma de comensalismo en la que un organismo utiliza a otro para transportarse.

## Historia
El fósil más antiguo conocido de un seudoescorpión data de aproximadamente 380 millones de años, alrededor del Devónico medio. Poseía características casi idénticas a las presentadas actualmente.

## Características
Su cuerpo cuenta con dos regiones o tagmas, el prosoma o cefalotórax, y el opistosoma o abdomen. El prosoma está cubierto por un caparazón duro en la región dorsal y por las coxas de los apéndices en la zona ventral. En el prosoma se localizan un número variable de ojos, que van desde ninguno (en las especies cavernícolas normalmente) hasta dos pares. La visión de estos seres es muy defectuosa y probablemente sólo sean capaces de diferenciar la luz de la oscuridad, sin llegar a ver imágenes. Como en todos los demás arácnidos las patas locomotoras, los quelíceros y los pedipalpos se insertan en el prosoma. Los seudoescorpiones utilizan sus poderosos pedipalpos para cazar. Poseen pelos finos y largos llamados tricobotrios que reaccionan ante cualquier vibración e informan al animal del medio externo en el que se mueven. Los pedipalpos además tienen conductos venenosos en uno o dos dedos de los mismos. El veneno lo utilizan para cazar a sus diminutas presas. Sobre el veneno no produce efecto alguno sobre el ser humano. Otra de las funciones de los pedipalpos es la de ayudar al seudoescorpión a darse la vuelta en caso de que este haya caído de espaldas.
Los seudoescorpiones pasan inadvertidos porque aunque ubicuos no son abundantes, además de su pequeño tamaño, que nunca sobrepasa los 8 mm y se mantiene normalmente cercano a los 2 mm. La coloración suele presentar tonos rojizos o marrones; a veces son de colores muy oscuros, incluso negros.
Al igual que otros arácnidos sus patas están formadas por seis artejos que terminan en dos uñas y una estructura llamada arolio. Esta le permite desplazarse por multitud de superficies sin resbalarse ni caer.
El opistosoma y el prosoma apenas se diferencian, como en los escorpiones. El opistosoma aparece además segmentado pero carece de metasoma ("cola"). En la cara ventral del opistosoma se abre la abertura genital anterior. En el tercer y cuarto segmento aparecen los estigmas, que forman parte de su aparato respiratorio y conectan con las tráqueas internas.
Como otros arácnidos realizan una digestión externa. Cuando inmovilizan a su presa vierten en ella numerosas enzimas con las que la digiere. Cuando el resultado es una papilla líquida pasa a succionarla.

## Hábitat

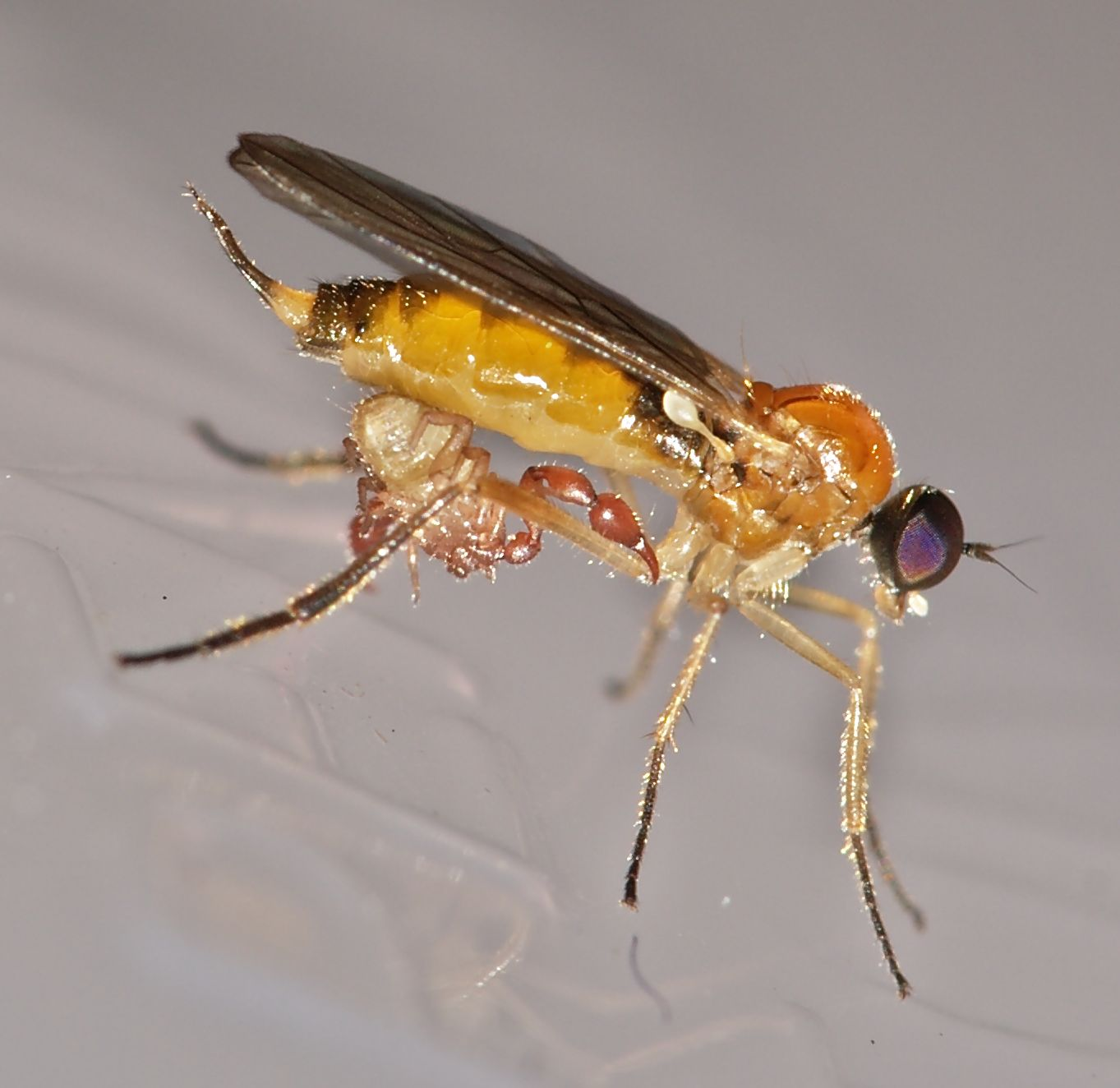
Leptopeza flavipes (Hybotidae), con "polizonte" en la parte inferior de su abdomen, seudoescorpión Lamprochernes sp. en Colonia, Alemania.

Viven en el suelo, entre las piedras o las hojas caídas y en las grietas de las cortezas; existen algunas formas cuyo hábitat es la línea de la costa, en la zona intermareal.
A veces se ve a los seudoescorpiones agarrados sobre otros animales (hormigas, abejas y escarabajos, moscas, por ejemplo) a los que utilizan como medios de transporte para recorrer largas distancias (foresis).

## Distribución

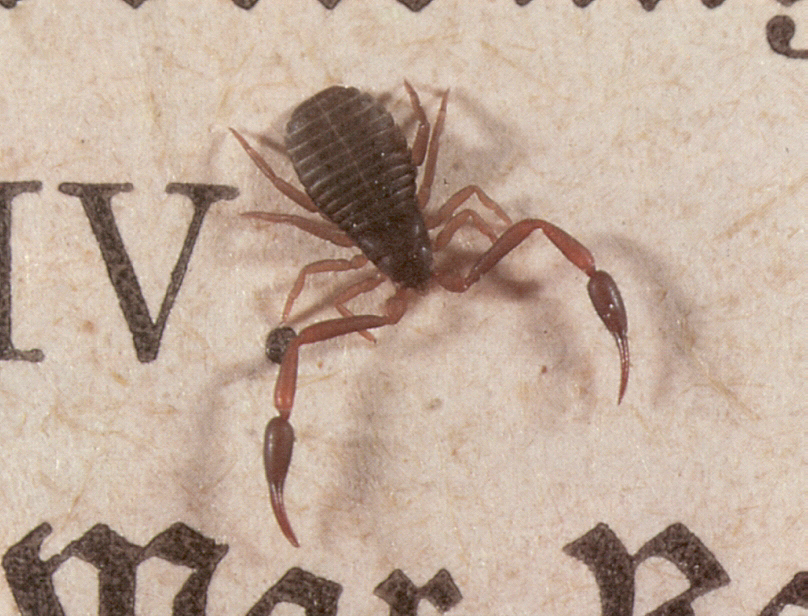
Un escorpión libro (Chelifer cancroides) encima de un libro abierto.

Se han registrado más de 3.300 especies de pseudoescorpiones en más de 430 géneros, y cada vez se descubren más. Se distribuyen por todo el mundo, incluso en regiones templadas a frías como el norte de Ontario y por encima del límite forestal en las Montañas Rocosas de Wyoming en Estados Unidos y las cuevas Jenola de Australia, pero tienen sus poblaciones más densas y diversas en los trópicos y subtrópicos, donde se extienden incluso a territorios insulares como las islas Canarias, donde se han encontrado alrededor de 25 especies endémicas.  También hay dos especies endémicas en las Islas Maltesas. Se han encontrado especies bajo la corteza de los árboles, en la hojarasca y la hojarasca de los pinos, en el suelo, en huecos de árboles, bajo piedras, en cuevas como la Cueva Movile, en la orilla del mar en la zona intermareal y dentro de rocas fracturadas. .
Chelifer cancroides es la especie más comúnmente encontrada en los hogares, donde a menudo se observa en habitaciones con libros polvorientos. Allí, los diminutos animales (0,10-0,18 plg) pueden encontrar su alimento, como piojos de los libros y ácaros del polvo doméstico. Entran en las casas montados en insectos (foresis) más grandes que ellos, o son introducidos con la leña.
La especie más pequeña mide 0,7 mm de largo ( Apocheirium pelagicum de Vietnam) y la más grande mide 12 mm ( Garypus titanius de la Isla Ascensión ). En Europa están presentes 760 especies de pseudoescorpiones, lo que lo convierte en el continente con la diversidad más rica conocida actualmente.
Los pseudoescorpiones representan algo más de 137 especies en Francia. El tamaño de estas especies es generalmente de 2 a 4  mm . Garypus beauvoisii es la especie francesa más grande. Esta especie mediterránea mide de 6 a 7  mm.

## Reproducción
La reproducción se lleva a cabo como en otros tipos de arácnidos. El macho deposita en el suelo espermatóforos (sacos llenos de  esperma), tras lo cual, la hembra absorbe los espermatozoides por su abertura genital. En las especies más primitivas el macho deposita el espermatóforo directamente en el suelo sin que haya ninguna hembra, lo que conduce a que, en muchas ocasiones, se desperdicie el paquete de esperma con la pérdida de energía que esto representa para el animal. En otras especies, el macho espera a encontrarse con una hembra. En algunas especies incluso existe una danza de cortejo, en las que el macho y la hembra se cogen de los pedipalpos y avanzan y retroceden sucesivas veces.

## Evolución

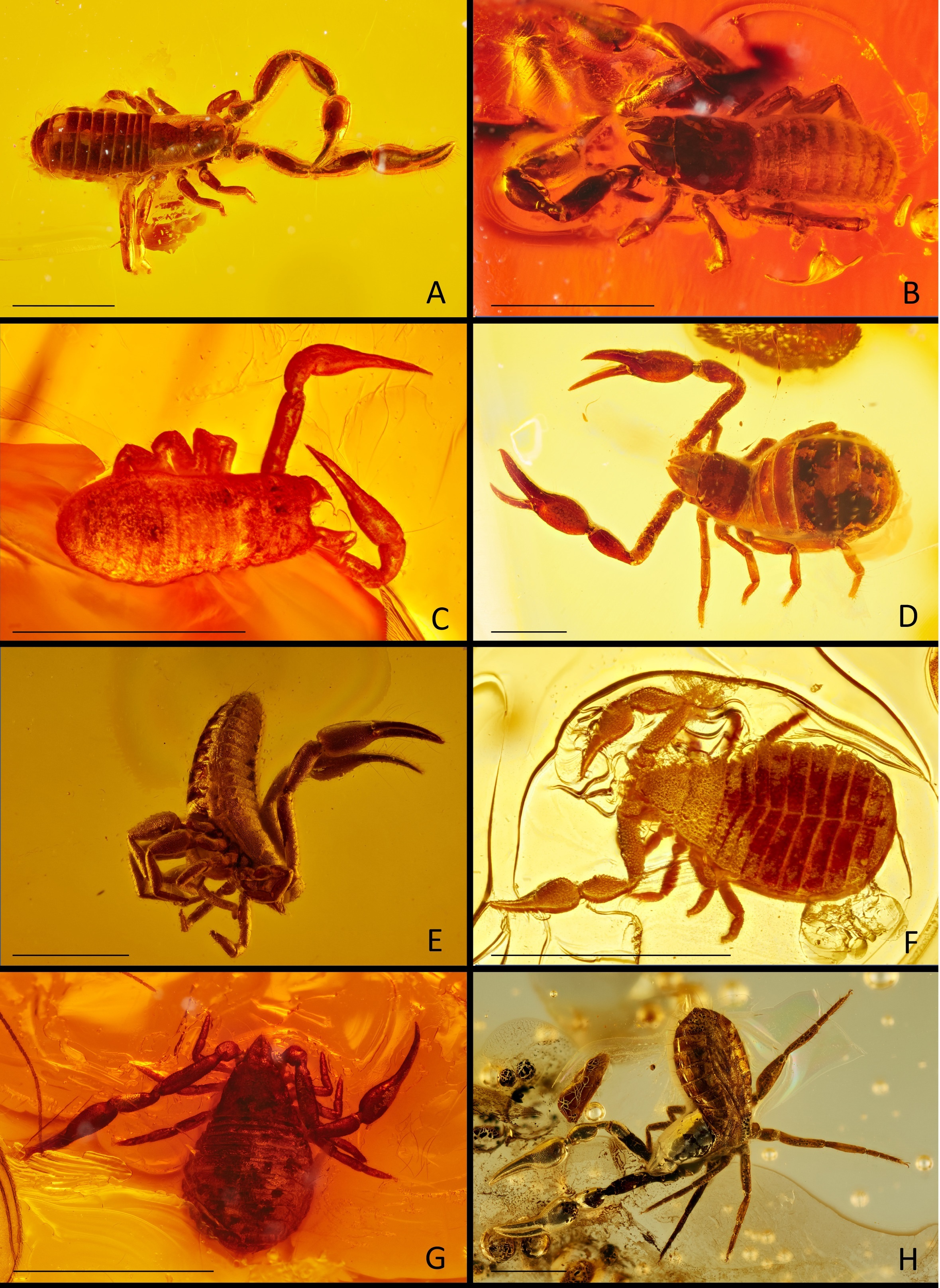
Ejemplo de pseudoescorpiones conservados en ámbar. (a) Progonatemnus succineus, (b) Roncus succineus, (c) Chelignathus kochii, (d) Neobisium exstinctum, (e) Electrochelifer balticus, (f) Cheiridium hartmanni, (g) Geogarypus macrodactylus, (h) Microcreagris koellneri.

El seudoescorpión fósil más antiguo conocido se remonta hace 380 millones de años en el período Devónico. Corresponde a un ejemplar de Dracochela deprehendor se conoce a partir de fragmentos de ninfas encontradas en la Panther Mountain Formation cerca de Gilboa en New York, que data de mediados del Devónico, hace unos 383 millones de años.Su morfología sugiere que es más primitivo que cualquier pseudoescorpión vivo. Como la mayoría de los otros órdenes de arácnidos, los seudoescorpiones han cambiado muy poco desde su aparición, conservando casi todas las características de su forma original.
Las relaciones filogenéticas de los seudoescorpiones con otros arácnidos son inciertas. Análisis moleculares recientes han sugerido que probablemente pertenecen al clado Arachnopulmonata siendo el grupo hermano de los escorpiones dentro de dicho clado.
Como la mayoría de los otros órdenes de arácnidos, los pseudoescorpiones han cambiado muy poco desde que aparecieron por primera vez, conservando casi todas las características de su forma original. Después de los fósiles del Devónico, casi no se conocen otros fósiles de pseudoescorpiones durante más de 250 millones de años, hasta los fósiles del Cretácico en ámbar, todos pertenecientes a familias modernas, lo que sugiere que la mayor diversificación de los pseudoescorpiones ya había tenido lugar en esta época. El único fósil de este intervalo de tiempo es Archaeofeaella' del Triásico de Ucrania, hace aproximadamente 227 millones de años, que se sugiere que es un pariente temprano de la familia Feaellidae.

## Taxonomía
La siguiente lista sigue el "Biology Catalog" y "Pseudoscorpions of the World". Los números entre paréntesis indican los géneros y las especies que contiene cada taxón.
- Suborden Epiocheirata Harvey, 1992
  - Superfamilia Chthonioidea Daday, 1888
    - Familia Chthoniidae Daday, 1888 (31 - 605)
    - Familia Dracochelidae† Schawaller, Shear & Bonamo, 1991 (1 especie extinta del Devónico)
    - Familia Lechytiidae Chamberlin, 1929 (1 - 22)
    - Familia Tridenchthoniidae (17 - 68)

  - Superfamilia Feaelloidea Ellingsen, 1906
    - Familia Feaellidae Ellingsen, 1906 (1 - 12)
    - Familia Pseudogarypidae Chamberlin, 1923 (2 - 7)
- Suborden Iocheirata Harvey, 1992
  - Superfamilia Cheiridioidea Hansen, 1893
    - Familia Cheiridiidae Hansen, 1893 (6 - 69)
    - Familia Pseudochiridiidae Chamberlin, 1923 (2 - 12)

  - Superfamilia Cheliferoidea Risso, 1826 (224 - 1.261)
    - Familia Atemnidae Chamberlin, 1931 (19 - 172)
    - Familia Cheliferidae Risso, 1826 (59 - 292)
    - Familia Chernetidae Menge, 1855 (112 - 643)
    - Familiaa Withiidae Chamberlin, 1931 (34 - 154)

  - Superfamilia Garypoidea Simon, 1879
    - Familia Garypidae Simon, 1879 (10 - 74)
    - Familia Garypinidae Daday, 1888 (21 - 70)
    - Familia Geogarypidae Chamberlin, 1930 (3 - 61)
    - Familia Larcidae Harvey, 1992 (2 - 13)
    - Familia Menthidae Chamberlin, 1930 (4 - 8)
    - Familia Olpiidae Banks, 1895 (53 - 329)

  - Superfamilia Neobisioidea Chamberlin, 1930
    - Familia Bochicidae Chamberlin, 1930 (10 - 38)
    - Familia Gymnobisiidae Beier, 1947 (4 - 11)
    - Familia Hyidae Chamberlin, 1930 (3 - 9)
    - Familia Ideoroncidae Chamberlin, 1930 (9 - 53)
    - Familia Neobisiidae Chamberlin, 1930 (34 - 498)
    - Familia Parahyidae Harvey, 1992 (1 - 1)
    - Familia Syarinidae Chamberlin, 1930 (16 - 93)

  - Superfamilia Sternophoroidea Chamberlin, 1923
    - Familia Sternophoridae Chamberlin, 1923 (3 - 20)
- incertae sedis
  - Megathis Stecker, 1875 (nomen dubium, 2 especies)